# Бєляєв Володимир Миколайович
Бєляєв Володимир Миколайович (24 вересня 1940 — 2020) — український радянський важкоатлет.
Срібний призер Олімпійських Ігор 1968 року в категорії до 82,5 кг.